# Маний Ацилий Глабрион (народен трибун)
Вижте пояснителната страница за други личности с името Маний Ацилий Глабрион).
Маний Ацилий Глабрион (на латински: Manius Acilius Glabrio) е политик и сенатор на Римската република към края на 2 век пр.н.е.
Той произлиза от фамилията Ацилии и е зет на Квинт Муций Сцевола.
През 122 пр.н.е. е народен трибун и инициатор на закона lex Acilia de intercalando.
Глабрион е баща на Маний Ацилий Глабрион (консул 67 пр.н.е.).